# Route nationale 52 (Luxembourg)
Pour les articles homonymes, voir N52 et Route nationale 52.
La route nationale 52 est une route nationale luxembourgeoise.